# Pelinoides fuscus
Pelinoides fuscus är en tvåvingeart som beskrevs av Wayne N. Mathis 1985. Pelinoides fuscus ingår i släktet Pelinoides och familjen vattenflugor. Inga underarter finns listade i Catalogue of Life.